# 저장지리홀딩그룹
저장지리홀딩그룹(중국어: 浙江吉利控股集团, 병음: Jílì Qìchē, 영어: Zhejiang Geely Holding Group)는 중국의 자동차 제조 기업 지주회사이다. 본사는 저장성 항저우시 빈장구에 있다. 저장지리홀딩그룹은 저장지리, 저장길리, 지리홀딩, 길리홀딩 라고도 불린다.
저장지리홀딩그룹은 산하에 여러 개의 중간 지주 회사(자회사)를 두고, 중간 지주 회사로 하여금 산하 브랜드(손자회사)를 거느리는 형태로 구성되어 있다. 저장지리홀딩그룹 산하 브랜드로는 지리자동차, 지오메트리, 링크앤코, 프로톤, 볼보, 로터스, 프로톤, 지커, 스마트, 테라푸지아, 런던 EV 컴퍼니 등이 있다.
저장지리홀딩그룹은 비상장 회사이다.

## 역사
저장지리홀딩그룹은 지리자동차의 성장 및 국내외 기업의 인수합병을 통해 형성된 지주회사로, 산하의 주요 기업인 지리자동차와 역사가 유사하다.
1986년에 리수푸(李書福)에 의해 냉장고 제조 기업인 베이지화(北極花) 냉장고 공장이 설립되었다. 1994년 4월까지 모터사이클 제조 사업에 참가했고 1995년에는 파산한 국영 소형차 제조 기업을 인수하면서 자동차 제조 사업에 참가했다. 1996년에 저장지리홀딩그룹이 설립되었고, 2004년에는 저장지리홀딩그룹 산하 중간 지주 회사이자 자동차 제조 기업인 지리자동차가 홍콩 증권거래소에 상장되었다.
2010년 3월에는 미국의 자동차 제조 기업인 포드 모터 컴퍼니로부터 스웨덴의 자동차 제조 기업인 볼보자동차를 인수했다. 2010년에는 런던 택시를 생산하고 있던 영국의 택시 설계·제조 기업인 런던 택시 인터내셔널의 지분을 보유하고 있던 모회사인 맹거니즈 브론즈 홀딩스로부터 경영권을 인수했다. 2017년 5월에는 말레이시아의 자동차 기업인 프로톤의 전체 주식 가운데 49.9%를 취득했으며 2017년 11월에는 미국의 스카이카 개발 업체인 테라푸지아를 인수했다.
2018년 2월에는 메르세데스 벤츠의 소유주인 다임러 AG의 주식 9.69%를 취득했고 2018년 6월에는 볼보 그룹의 주식 8.2%를 취득했다. 2019년 3월에는 다임러 AG와 함께 스마트 사업에 50%를 출자하여 전기자동차를 판매하기로 발표했다. 2019년 9월에는 다임러 AG와 함께 볼로콥터의 주식 10%를 공동 출자하여 중국에서의 유인 드론 제조 사업을 목표로 한다고 발표했다.